# Cucut violaci
El cucut violaci (Chrysococcyx xanthorhynchus) és una espècie d'ocell de la família dels cucúlids (Cuculidae) que habita boscos i horts de l'est de l'Índia, sud de la Xina, Myanmar, Indoxina, i a través de la Península Malaia, a les illes Andaman i Nicobar, Sumatra i illes adjuntes, Borneo, Java, i Filipines.

## Descripció
Els mascles tenen plomes violetes brillants al cap i a les parts superiors del cos. La cua negrosa té la punta blanca i les plomes exteriors barrades. La característica més espectacular és la barbeta i la part superior del pit violeta brillantment irisades. El ventre és blanc amb amplis barres negres, verdes o violetes. Els mascles madurs també tenen un anell ocular vermell. L'espècie estretament relacionada, C. amethystinus, té un pegat de gola blau-violeta brillant en lloc d'un violeta vermellós d'aquest cucut.
Les femelles presenten parts superiors de color marró verdós amb motius i una corona marró fosc. Hi ha marques blanques al voltant dels ulls i, de vegades, al front. Les plomes centrals de la cua són verdoses, mentre que les plomes exteriors són rogenc amb barres verdoses. Les plomes de vol exteriors són barrades en blanc i negre. El pit és blanquinós amb barres de color verd bronze i marques rufoses rentades de manera variable.
Els joves tenen plomes de bronze rufes i verdoses barrades a les parts superiors del cos, una corona rogenca brillant, ales de color verd o marró rufes i motllades, una cua barrada marró i rufa i blanc de barres marrons a les parts.